# Musée national de Kraljevo
Le musée national de Kraljevo (en serbe cyrillique : Народни музеј Краљево ; en serbe latin : Narodni muzej Kraljevo) est un musée situé à Kraljevo, en Serbie. Il a été créé en 1950.

## Bâtiment

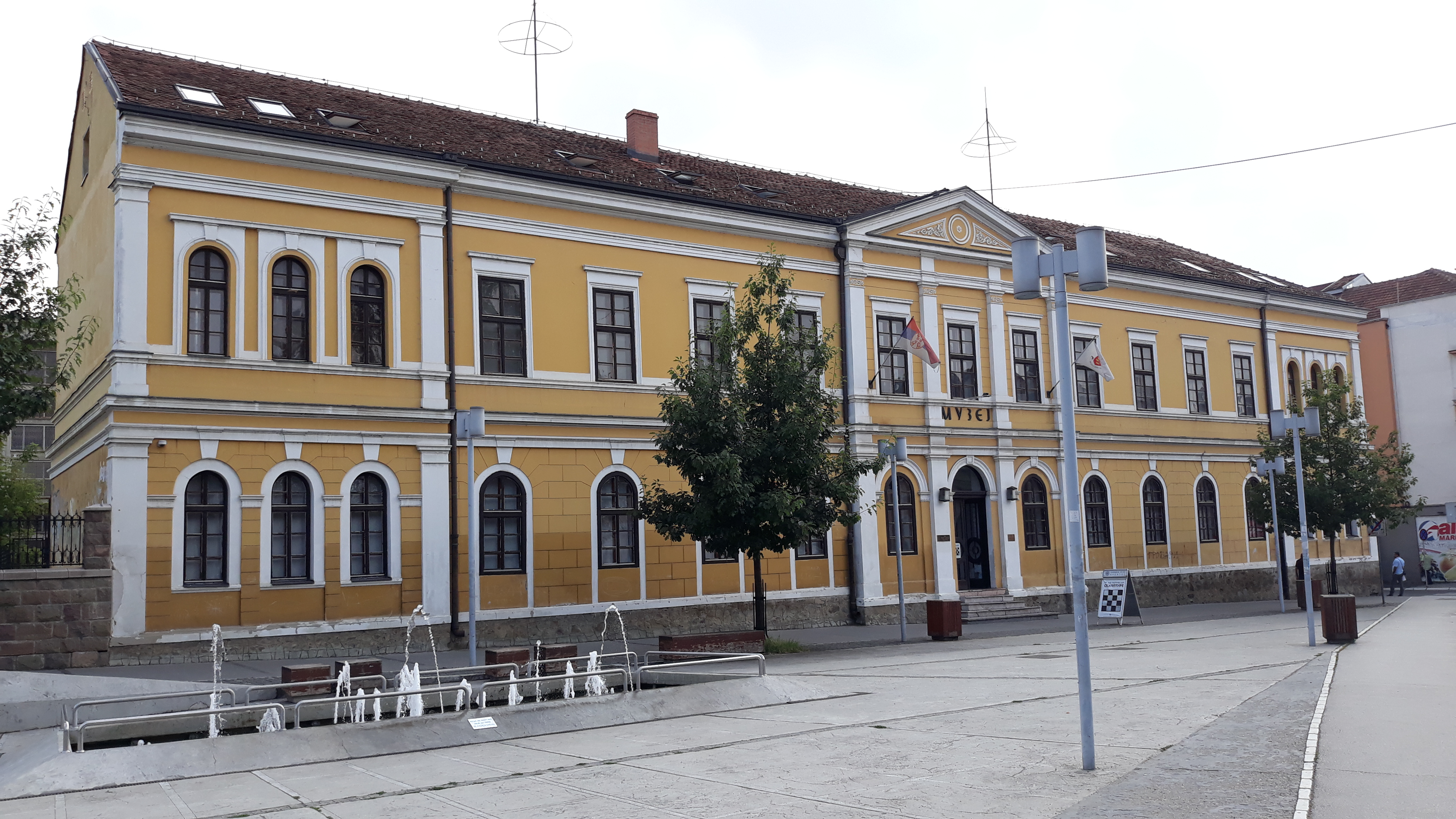
Vue générale de la façade principale.

Le bâtiment principal du musée est inscrit sur la liste des monuments culturels de grande importance de la république de Serbie (identifiant no SK 397),,.
De plan rectangulaire, le bâtiment a été construit en 1873 selon un projet du ministère de la Construction pour accueillir un établissement scolaire ; il s'insérait dans le centre urbain formé au XIXe siècle et abritant tout un ensemble de bâtiments administratifs, judiciaires, éducatifs et religieux,, comme l'église de la Sainte-Trinité (1823-1824),, le konak de Gospodar Vasin (siège du pouvoir administratif entre 1819 et 1821), ou l'administration du district (siège du palais de justice entre 1854 et 1856),. En raison de problèmes administratifs, l'école n'a commencé à fonctionner qu'en 1879,.
Le style néo-classique est visible dans la symétrie de la façade principale, qui est mise en exergue par une avancée centrale surmontée d'un tympan triangulaire et par des avancées latérales. Cette façade est rythmée par des fenêtres cintrées au rez-de-chaussée, rectangulaires à l'étage, ; verticalement, les surfaces sont rythmées par des pilastres engagés, et, horizontalement, par des cordons séparant le rez-de-chaussée de l'étage.
L'organisation de l'espace intérieur est atypique : le couloir longe la rue, tandis que les salles de classe donnent sur la cour,.
Des travaux de restauration ont été effectués, de façon intermittente, entre 1981 et 2005, lorsque le bâtiment a été transformé en musée,.